# Lammassaaret (ö i Norra Karelen, Joensuu, lat 62,65, long 28,74)
Lammassaaret är en ö i Finland. Den ligger i sjön Juojärvi och i kommunen Outokumpu i den ekonomiska regionen  Joensuu ekonomiska region  och landskapet Norra Karelen, i den sydöstra delen av landet, 300 km nordost om huvudstaden Helsingfors. Öns area är 27 hektar och dess största längd är 0,7 kilometer i sydöst-nordvästlig riktning.  Notera att namnet antyder att det är fråga om flera öar.